# Erdoğan Atalay

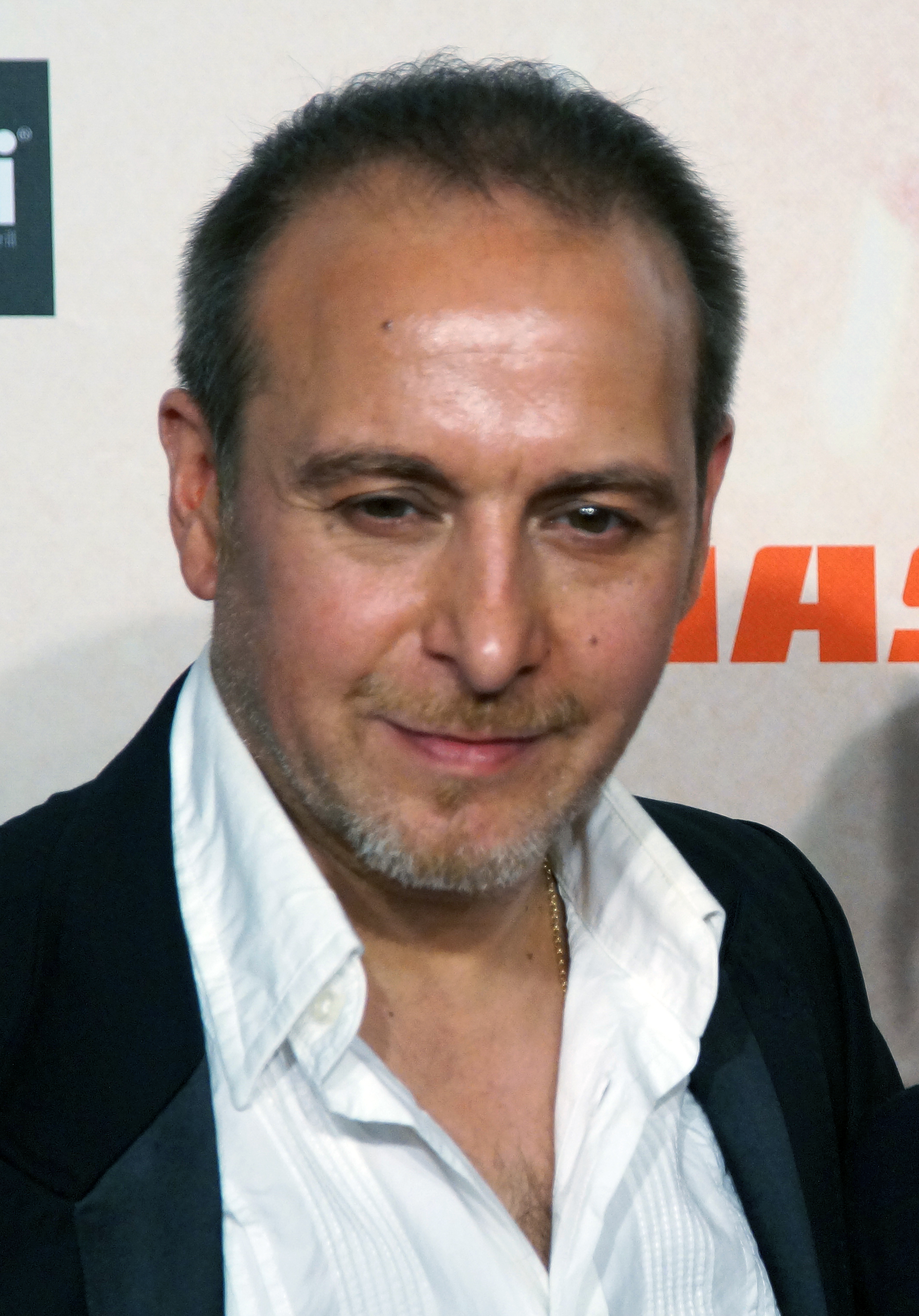
Erdogan Atalay, 2016-2022

Erdoğan Atalay (Hannover, 22 de septiembre de 1966) es un actor alemán de ascendencia turca.

## Trayectoria
De padre turco y de madre alemana, su actividad como actor comenzó con un papel secundario en el Teatro Nacional de Hannover, en la representación Aladino y la lámpara mágica. Tras otras representaciones teatrales comenzó a participar en series de televisión como Einsatz für Lobeck, Doppelter Einsatz, Die Wache y Der Clown.
Su consolidación profesional se produce a partir de 1996, cuando asume el papel protagonista del comisario Semir Gerkhan en la serie de televisión alemana Alerta Cobra. Dicha serie actualmente se puede ver en varios países europeos como España, Alemania o Francia, y en países tan lejanos como Japón, entre otros.
En su versión doblada al castellano —en la que Jesús Maniega da voz a su personaje— la serie se emite por las televisiones Cuatro, AXN y Calle13.

## Filmografía
- 1990: Musik groschenweise
- 1994 Doppelter Einsatz
- 1994: Die Wache
- 1996-presente: Alarm für Cobra 11 – Die Autobahnpolizei como Semir Gerkhan
- 1997: Sperling und der falsche Freund
- 1999–2000: Hinter Gittern – Der Frauenknast
- 1998: Der Clown
- 2000: Maximum Speed
- 2006: Hammer und Hart